# Oberdrauburg
Oberdrauburg – gmina targowa w Austrii, w kraju związkowym Karyntia, w powiecie Spittal an der Drau. Liczy 1184 mieszkańców.